# Тихоокеанские зимородки
Тихоокеа́нские зиморо́дки (лат. Todiramphus) — род птиц семейства зимородковых, виды которого ранее включались в род зимородки-альционы (Halcyon).

## Виды
Род Todiramphus содержит 30 видов:
- Todiramphus nigrocyaneus — Тёмная альциона
- Todiramphus winchelli — Красношейная альциона
- Todiramphus diops — Лазурная альциона
- Todiramphus lazuli
- Todiramphus macleayii — Лесная альциона
- Todiramphus albonotatus — Новобританская альциона
- Todiramphus leucopygius — Ультрамариновая альциона
- Todiramphus farquhari — Каштановобрюхая альциона
- Todiramphus funebris — Молуккская альциона
- Todiramphus chloris — Белошейная альциона
- Todiramphus sordidus
- Todiramphus colonus
- Todiramphus albicilla
- Todiramphus tristrami
- Todiramphus sacer
- Todiramphus enigma
- Todiramphus cinnamominus — Микронезийская альциона, или Микронезийский зимородок
- Todiramphus pelewensis
- Todiramphus reichenbachii
- Todiramphus saurophagus — Белоголовая альциона
- Todiramphus sanctus — Священная альциона
- Todiramphus recurvirostris
- Todiramphus australasia — Тиморская альциона, или тиморский ошейниковый зимородок
- Todiramphus tutus — Бораборская альциона
- Todiramphus ruficollaris — Мангаианский ошейниковый зимородок[4]
- Todiramphus veneratus — Таитянская альциона
- † Todiramphus gambieri — Туамотская альциона, или Туамотский зимородок[1]
- Todiramphus gertrudae
- Todiramphus godeffroyi — Маркизская альциона, или маркизский ошейниковый зимородок[4]
- Todiramphus pyrrhopygius — Краснопоясная альциона

Коблик Е. А. выделяет также вид Todiramphus miyakoensis — Рюкюйский зимородок.

## Иллюстрации
- Белошейная альциона распространена на юге Азии от Аравийского полуострова до Индонезии, в Австралии, на островах Океании
- Микронезийская альциона обитает на островах Микронезии, а также в Японии
- Лесная альциона обитает в Австралии, Индонезии, Новой Гвинее
- Краснопоясная альциона — эндемик Австралии